# Sint-Michaëlkerk (Breda)

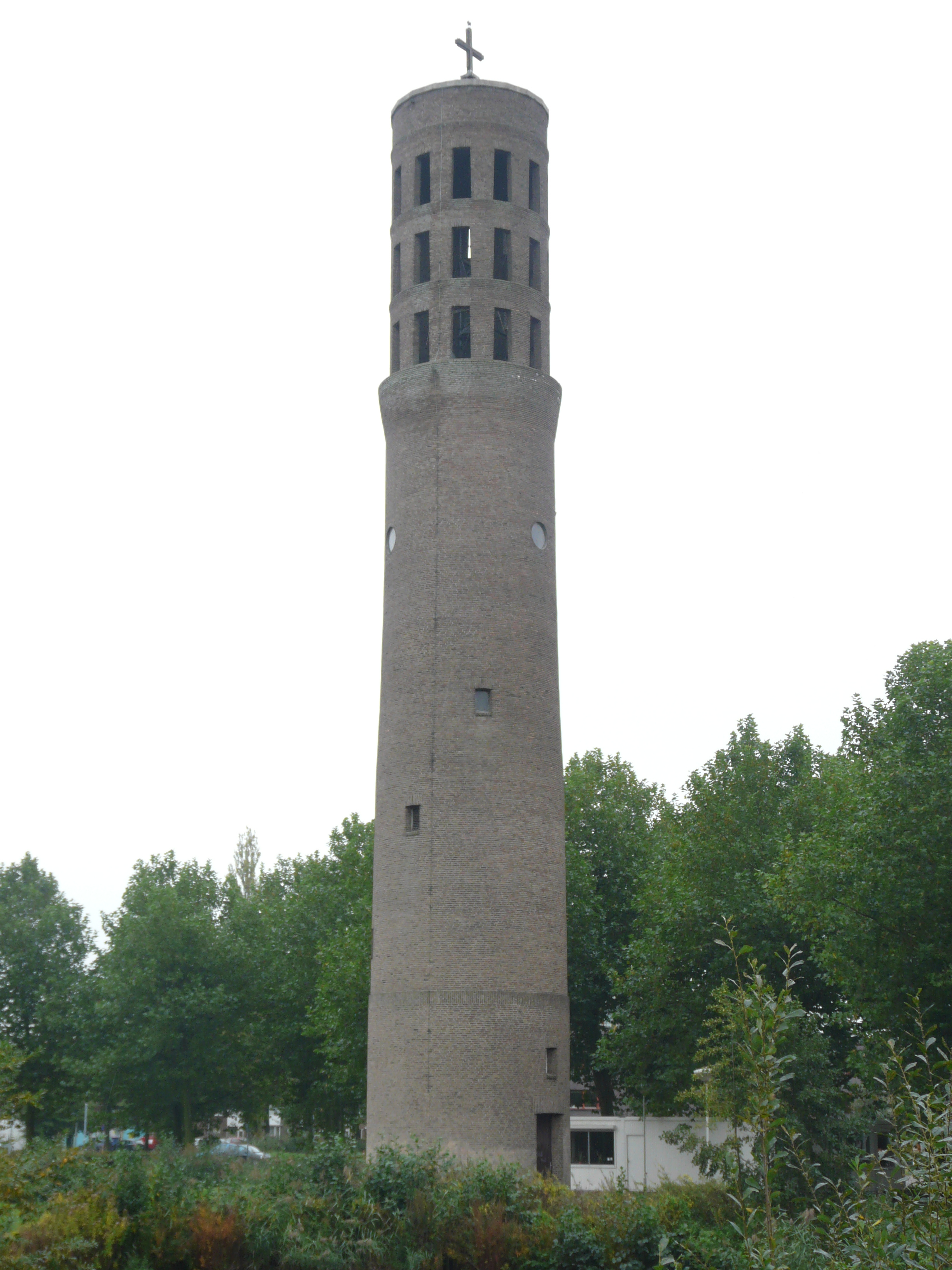
Toren van de Sint-Michaëlkerk

De Sint-Michaëlkerk is een voormalig rooms-katholiek kerkgebouw in de Noord-Brabantse stad Breda, gelegen aan de Monseigneur Leijtenstraat 15. Alleen de kerktoren is blijven staan.
De kerk werd in 1959 gebouwd naar ontwerp van Jules Kirch en was gelegen in het Brabantpark. Het betrof een zaalkerk op vierkante plattegrond met apsis met plat dak en bovenin rondom vensters die licht toelaten in de ruimte. De kerk was gebouwd in de stijl van de Bossche School. De kerk had een slanke ronde vrijstaande klokkentoren.
In de periode 1968-2001 nam de kerk de functie van kathedraal over van de Sint-Barbarakerk, die gesloopt werd. Daarna heeft de meer centraal gelegen Sint-Antoniuskerk deze functie weer gekregen.
In 2007 werd de kerk onttrokken aan de eredienst. De kerk werd gesloopt, maar de toren bleef behouden. Op de plaats van de kerk kwam een appartementencomplex. Een kerkzaal was ook voorzien in dit complex. Deze nieuwe Michaëlkerk kwam in 2009 gereed en staat aan Hooghout 67. In de tussentijd maakten de katholieken gebruik van de nabijgelegen protestantse Markuskerk.